# 喬丹鎮區 (印地安納州沃倫縣)
喬丹鎮區（英語：Jordan Township）是位於美國印地安納州沃倫縣的一個行政鎮區。

## 地方資料
根據2010年美國人口普查的數據，喬丹鎮區的面積為105.00平方千米，當中陸地面積為105.00平方千米，而水域面積為0.00平方千米。當地共有人口247人，而人口密度為每平方千米2.35人。